# Черняев, Анатолий Тимофеевич
Анатолий Тимофеевич Черняев (род. 1942) — советский и российский деятель спорта, Заслуженный тренер России.

## Биография
Родился 20 апреля 1942 года.
В 1958 году занялся боксом. Служил в Советской армии в спортроте на флоте, дважды становился чемпионом Северного флота по боксу. После армии поступил в Ленинградский техникум физкультуры и спорта, стал тренером. Работал в Ростове-на-Дону в спортивном обществе «Трудовые Резервы». После прекращения существования этого общества стал работать в ФСО «Юность России».
Воспитал много боксёров, в числе которых наиболее известны: чемпион мира — Султан Ибрагимов, чемпион России и призёр чемпионата Европы — Дмитрий Павлюченков, мастер спорта международного класса и чемпион России среди профессионалов — Владимир Шепель. Также среди его воспитанников: чемпион СССР среди боксёров-профессионалов М. Темирханов, победитель Кубка СССР А. Калгин и другие спортсмены Советского Союза. С 2004 по 2006 годы Черняев тренировал Марию Рейнгардт.
Выйдя на заслуженный отдых, Анатолий Черняев занялся живописью.